# Inglisonema
Die Inglisonema (nach  William Grant Inglis) ist eine Gattung der Spulwürmer mit zwei Arten. Sie sind Parasiten bei Vögeln.

## Merkmale
Inglisonema hat die Merkmale der Inglisonematinae. Von der Schwestergattung Madelinema unterscheiden sie sich durch die stark in der Länge differierenden Spicula und die asymmetrischen Kaudalflügel.

## Systematik
Zur Gattung gehören folgende beiden Arten:
- Inglisonema mawsonae Schmidt & Kuntz, 1971
- Inglisonema typos Mawson, 1968